# Ходосы (Ровненская область)
Ходосы (укр. Ходоси) — село в Шпановской сельской общине Ровненского района Ровненской области Украины.
Население по переписи 2001 года составляло 351 человек. Почтовый индекс — 35305. Телефонный код — 362. Код КОАТУУ — 5624689505.